# Eutrichosiphum sclerophyllum
Eutrichosiphum sclerophyllum är en insektsart. Eutrichosiphum sclerophyllum ingår i släktet Eutrichosiphum och familjen långrörsbladlöss. Inga underarter finns listade i Catalogue of Life.